# Стилістично марковані слова
Стилісти́чно марко́вані слова́ — стиль мовлення, де можуть вживатись особливі слова-маркери, які стосуються відповідного розряду «-їзмів»: архаїзми, неологізми, діалектизми, історизми, жаргонізми, вульгаризми, варваризми, професіоналізми, просторіччя, імена та назви речей. Тексти таких літературних творів можуть досліджуватись зі сторони лексичного складу, виявляючи у собі особливості вимови, написання та вжитку таких слів.

## Архаїзми
Архаїчна мова слова «піють» збережена також завдяки фразеологізмові — «піють півні», хоч і є сучасніші форми — співають.

## Просторіччя
Просторіччям є одна з форм національної мови, поряд з діалектами, жаргонним мовленням та літературною мовою. Разом з народними говорами та жаргонами просторіччя складає усну некодифіковану сферу загальнонаціональної мовної комунікації — народно-розмовну мову.

## Історизми
Для писемної художньої літератури архаїзми та історизми в кожної доби — інші, до того ж у кожному конкретному тексті, де їх наявність естетично вмотивована, вони відіграють важливу роль і не можуть бути замінені жодними іншими, сучасними словами та виразами.

## Неологізми
«Нове життя нового прагне слова», — писав М.Рильський у переносному розумінні. Але і в прямому також. Для літературознавства найцікавішими є випадки індивідуально-авторського словотворення. Такі неологізми називають ще стилістичними або оказіональними словами, тобто такими, що вжиті один лише раз, для даного випадку, при цій нагоді.